# Napvilág Kiadó
A Napvilág Kiadó a Politikatörténeti Alapítvány 1995 óta működő könyvkiadója.

## Székhelye
- A Politikatörténeti Intézet (PTI) épületében található (1054 Budapest, V. kerület,  Alkotmány u. 2.), a Kossuth térnél.

## Fő profilja
Elsősorban  a jelenkortörténeti kutatások legújabb eredményeinek közreadásával foglalkozik, hangsúlyt helyezve a forráskiadásokra. A kiadó nagy figyelmet szentel a monografikus kiadványoknak a társadalomtudományok minden területéről, figyelembe véve a felsőfokú oktatás igényeit is. A Múltunk folyóirat kiadója.